# DLRM
A DLRM egy 2015-ben alakult budapesti rockzenekar. Stílusukban keveredik az alternatív rock, grunge rock, desert rock, emellett néhol punkos elemeket is tartalmaz.

## Diszkográfia
- 2015 - Dear Danube (EP)
- 2016 - Gypsindie (EP)
- 2017 - Cheeky Pig (LP)
- 2019 - Suckerpunch (LP)

## Tagok
- Szabó Márton - gitár, ének
- Petróczi-Farkas Ádám - gitár
- Lőrinczi Tamás - basszusgitár
- Nagyfi Marcell - dobok